# Cheneya
Cheneya is een geslacht van vlinders van de familie Apatelodidae.

## Soorten
- C. irrufata Dognin, 1911
- C. morissa Schaus, 1929
- C. rovena Schaus, 1929